# The Minch
The Minch är ett sund i Storbritannien. Det ligger i den nordvästra delen av landet, 800 km nordväst om huvudstaden London.